# Сербська хокейна ліга
Сербська хокейна ліга (серб. Хокејашка лига Србије) — щорічні хокейні змагання в Сербії, які проводяться з 2006 року під егідою Асоціації хокею Сербії. У чемпіонаті сезону 2024/25 років брали участь два клуби.

## Історія
Ліга заснована в 2006 після розпаду Сербії і Чорногорії. 

## Чемпіони
- до 1991 – Югославська хокейна ліга
- 1991–92 – Црвена Звезда
- 1992–93 – Црвена Звезда
- 1993–94 – «Партизан»
- 1994–95 – «Партизан»
- 1995–96 – Црвена Звезда
- 1996–97 – Црвена Звезда
- 1997–98 – Войводина
- 1998–99 – Войводина
- 1999–2000 – Войводина
- 2000–01 – Войводина
- 2001–02 – Войводина
- 2002–03 – Войводина
- 2003–04 – Войводина
- 2004–05 – Црвена Звезда
- 2005–06 – Партизан
- 2006–07 – Партизан
- 2007–08 – Партизан
- 2008–09 – Партизан
- 2009–10 – Партизан
- 2010–11 – Партизан
- 2011–12 – Партизан
- 2012–13 – Партизан
- 2013–14 – Партизан
- 2014–15 – Партизан
- 2015–16 – Партизан
- 2016–17 – Белград
- 2017–18 – Црвена Звезда
- 2018–19 – Црвена Звезда
- 2019–20 – Црвена Звезда
- 2020–21 – Црвена Звезда
- 2021–22 – Войводина
- 2022–23 – Црвена Звезда
- 2023–24 – Црвена Звезда
- 2024–25 – Црвена Звезда

### Список переможців Сербської хокейної ліги
| Клуб          | Переможець | Сезони                                                                       |
| ------------- | ---------- | ---------------------------------------------------------------------------- |
| Партизан      | 13         | 1994, 1995, 2006, 2007, 2008, 2009, 2010, 2011, 2012, 2013, 2014, 2015, 2016 |
| Црвена Звезда | 12         | 1992, 1993, 1996, 1997, 2005, 2018, 2019, 2020, 2021, 2023, 2024, 2025       |
| Войводина     | 8          | 1998, 1999, 2000, 2001, 2002, 2003, 2004, 2022                               |
| Белград       | 1          | 2017                                                                         |

### Список переможців СХЛ та ЮХЛ
| Клуб          | Переможець | Сезони |
| ------------- | ---------- | --- |
| Партизан      | 20         | 1948, 1951, 1952, 1953, 1954, 1955, 1986, 1994, 1995, 2006, 2007, 2008, 2009, 2010, 2011, 2012, 2013, 2014, 2015, 2016 |
| Црвена Звезда | 12         | 1992, 1993, 1996, 1997, 2005, 2018, 2019, 2020, 2021, 2023, 2024, 2025                                                 |
| Войводина     | 8          | 1998, 1999, 2000, 2001, 2002, 2003, 2004, 2022                                                                         |
| Белград       | 1          | 2017 |